# 丹尼尔·延德拉什科
丹尼尔·延德拉什科（波蘭語：Daniel Jędraszko，1976年4月6日—），波兰男子皮划艇运动员。他曾代表波兰参加2000年、2004年和2008年夏季奥林匹克运动会皮划艇比赛，其中2000年奥运会获得一枚银牌。